# Hoàng Cô
Hoàng Cô (tiếng Trung: 皇姑区, Hán Việt: Hoàng Cô khu) Là một quận của thành phố Thẩm Dương (沈阳市), tỉnh Liêu Ninh, Cộng hòa Nhân dân Trung Hoa. Quận này có diện tích 44,9 km2, dân số 730.000 người, mã số bưu chính 110031. Quận lỵ đóng tại số 3 đường Lư Sơn. Di chỉ Tân Lạc và Bắc Lăng nổi tiếng đều nằm ở quận này. Quận này có 20 nhai đạo.